# Roëllecourt
Roëllecourt ist eine französische Gemeinde mit 520 Einwohnern (Stand 1. Januar 2022) im Département Pas-de-Calais in der Region Hauts-de-France. Sie gehört zum Arrondissement Arras und zum Kanton Saint-Pol-sur-Ternoise.
Nachbargemeinden von Roëllecourt sind Ostreville im Norden, Marquay im Nordosten, Saint-Michel-sur-Ternoise im Westen, Maisnil im Südwesten, Foufflin-Ricametz im Süden sowie Ligny-Saint-Flochel im Südosten.

## Bevölkerungsentwicklung
| Jahr      | 1962 | 1968 | 1975 | 1982 | 1990 | 1999 | 2007 | 2014 |
| Einwohner | 323  | 354  | 366  | 462  | 541  | 595  | 628  | 558  |

## Sehenswürdigkeiten
- Kirche St. Omer aus dem 16. Jahrhundert
- Herrenhaus aus dem 18. Jahrhundert